# Пенсионный фонд
Пенсионный фонд (англ. Pension fund) — фонд, предназначенный для осуществления выплат пенсий по старости или по инвалидности. Пенсионные фонды подразделяются на государственные и негосударственные в зависимости от управляющей компании.
Негосударственные пенсионные фонды первоначально возникли в странах с англо-американской пенсионной системой (Англия, США, Канада), но в конце XX в. они распространились и в других странах, в том числе европейских. В Западной Европе традиционно преобладало пенсионное обеспечение через страховые компании.
Пенсионные фонды являются важными акционерами публичных и частных компаний. Они особенно важны для фондового рынка, где доминируют огромные институциональные инвесторы. Крупнейшие 300 пенсионных фондов в совокупности владеют активами на $6 трлн. В январе 2008 года The Economist сообщил, что Morgan Stanley оценивает стоимость активов, принадлежащих пенсионным фондам, в $20 трлн, что делает их крупнейшими инвесторами по сравнению с взаимными фондами, страховыми компаниями, золотовалютными резервами, суверенными фондами, хедж-фондами и частными инвестиционными фондами. Хотя потери японского Government Pension Investment Fund (GPIF) в 2010 отчетном году составили 0,25 %, он все равно является крупнейшим в мире пенсионным фондом, активы которого достигают $1.5 трлн.

## Крупнейшие пенсионные фонды
Крупнейшими государственными пенсионными фондами в мире являются следующие:
| Место | Страна           | Фонд                                                 | Активы, миллионов долларов США |
| ----- | ---------------- | ---------------------------------------------------- | ------------------------------ |
| 1.    | Япония           | Государственный пенсионный инвестиционный фонд       | 1 593 141                      |
| 2.    | Норвегия         | Государственный пенсионный фонд Норвегии             | 1 584 524                      |
| 3.    | Республика Корея | Национальная пенсионная служба                       | 801 864                        |
| 4.    | США              | Совет по федеральным пенсионным сбережениям          | 782 835                        |
| 5.    | Нидерланды       | ABP                                                  | 552 376                        |
| 6.    | Канада           | Канадская пенсионная программа                       | 477 676                        |
| 7.    | США              | CalPERS                                              | 452 453                        |
| 8.    | Сингапур         | Центральный страховой фонд                           | 432 509                        |
| 9.    | Китай            | Национальный фонд социального обеспечения            | 364 351                        |
| 10.   | США              | CalSTRS                                              | 309 931                        |
| 11.   | Нидерланды       | PFZW                                                 | 262 261                        |
| 12.   | США              | New York City Employee Retirement System             | 247 999                        |
| 13.   | Малайзия         | Employees Provident Fund                             | 247 268                        |
| 14.   | США              | New York State Common Retirement Fund                | 246 307                        |
| 15.   | Япония           | Pension Fund Association for Local Government Office | 226 803                        |
| 16.   | Австралия        | AustralianSuper                                      | 204 631                        |
| 17.   | США              | State Board of Administration of Florida             | 194 659                        |
| 18.   | Канада           | Ontario Teachers' Pension Plan                       | 186 897                        |
| 19.   | США              | Teacher Retirement System of Texas                   | 181 656                        |
| 20.   | Китайский Тайбэй | Labor Pension Fund                                   | 176 267                        |

## Пенсионные фонды по странам

### Австралия

#### Государственные пенсионные фонды
- Public Sector Superannuation Scheme (для федеральных гос.служащих)
- Commonwealth Superannuation Scheme (прежний фонд для федеральных гос.служащих)
- State Super (для гос.чиновников штата Новый Южный Уэльс)

#### Негосударственные пенсионные фонды
- Retail Employees Superannuation Trust
- ANZ Australian Staff Superannuation Scheme (для работников ANZ Bank)

### Канада

#### Государственные пенсионные фонды
- Caisse de dépôt et placement du Québec
- Canada Pension Plan
- Public Sector Pension Investment Board (PSP Investments)
- Alberta Investment Management

#### Негосударственные пенсионные фонды
- Ontario Teachers' Pension Plan (контролируемый профсоюзом)
- Healthcare of Ontario Pension Plan (HOOPP)
- OMERS Administration Corporation (OMERS)
- Ontario Pension Board (OPB)

### Чили
- Chile pension system

### Китай
- National Council for Social Security Fund[6]

### Гонконг
- Mandatory Provident Fund

### США
В США пенсионные фонды включают планы, которые включают отложенные доходы сотрудников. Стоимость активов пенсионных фондов США достигала $9.838 трлн по состоянию на 31 марта 2010 года. Стоимость активов 200 крупнейших пенсионных фондов США достигала $4.540 трлн по состоянию на 31 марта 2009 года.

#### Государственные пенсионные фонды
- California Public Employees' Retirement System (CalPERS)
- California State Teachers' Retirement System (CalSTRS)
- Federal Retirement Thrift Investment Board
- Fire and Police Pension Association of Colorado (FPPA)
- Illinois Municipal Retirement Fund
- Kansas City Public School Retirement System (KCPSRS)
- Kansas Public Employees Retirement System (KPERS)
- Minnesota Public Employees' Retirement Association (MNPERA)
- Minnesota Teachers' Retirement Association (MNTRA)
- New York State Teachers' Retirement System (NYSTRS)
- Retirement Systems of Alabama
- Teacher Retirement System of Texas (TRS of Texas)

### Россия

#### Государственные пенсионные фонды
- Социальный фонд России

#### Негосударственные пенсионные фонды
- Благосостояние
- Газфонд
- Достойное будущее
- Пенсионные решения
- СберНПФ
- Эволюция